# Ryszard Załęski

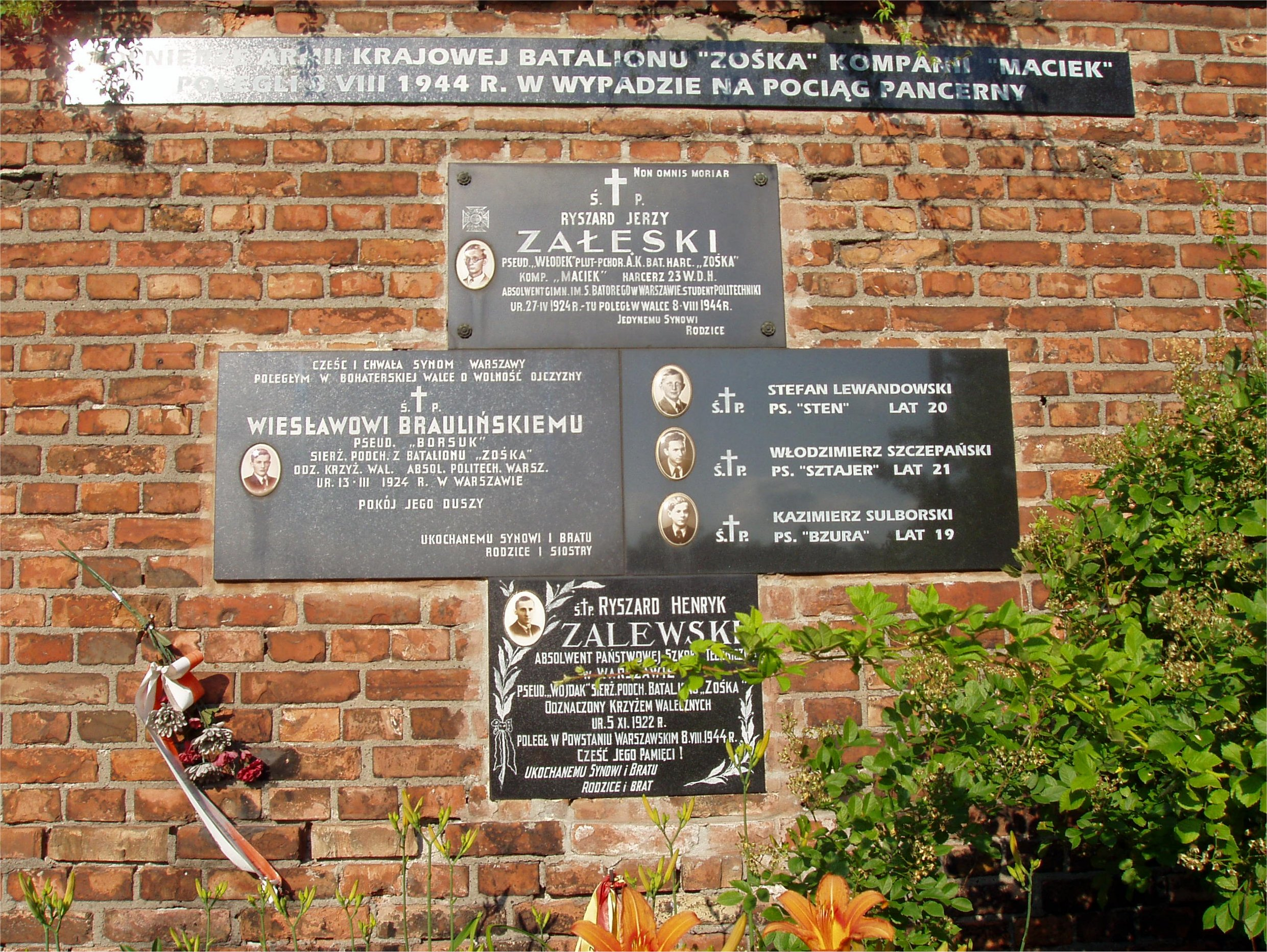
Miejsce śmierci Załęskiego. Tablice pamiątkowe na ścianie Cmentarza Powązkowskiego przy ul. Jana Ostroroga, róg Tatarskiej

Ryszard Jerzy Załęski ps. Włodek (ur. 27 kwietnia 1924, zm. 8 sierpnia 1944 w Warszawie) – plutonowy podchorąży, uczestnik powstania warszawskiego w szeregach I plutonu „Włodek” 1. kompanii „Maciek” batalionu „Zośka” Zgrupowania „Radosław” Armii Krajowej.

## Życiorys
Był uczniem I Państwowego Gimnazjum i Liceum im. Stefana Batorego w Warszawie, należał do 23 Warszawskiej Drużyny Harcerskiej.
Podczas okupacji niemieckiej działał w polskim podziemiu zbrojnym. Studiował tajnie na Politechnice Warszawskiej. Poległ 8. dnia powstania warszawskiego w walkach przy ul. Jana Ostroroga (róg Tatarskiej) na Woli. Miał 20 lat. Wraz z nim zginęli m.in. Wiesław Brauliński (ps. „Borsuk”) i Ryszard Zalewski (ps. „Wojdak”).
Został odznaczony Krzyżem Walecznych. Jego symboliczna mogiła znajduje się na Powązkach Wojskowych w Warszawie.